# Iasomie

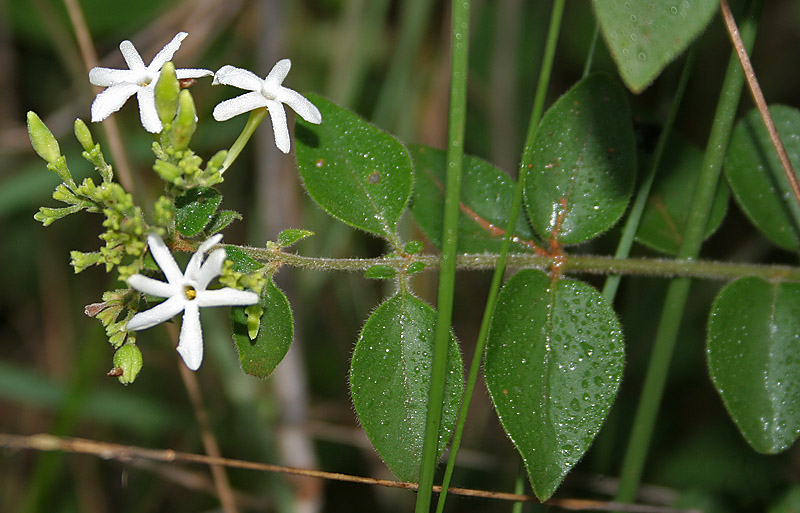
Jasminum auriculatum în pădurea Talakona, în districtul Chittoor din Andhra Pradesh, India.

Iasomia este un gen de arbuști din familia Oleaceae, cu aproximativ 200 de specii, originare din regiunile tropicale și temperat calde are Lumii vechi. Majoritatea speciilor cresc cățărându-se pe alte plante.

## Specii
Principalele specii includ:
- Jasminum abyssinicum - iasomie de pădure
- Jasminum adenophyllum
- Jasminum dichotomum
- Jasminum grandiflorum
- Jasminum humile
- Jasminum lanceolarium
- Jasminum mesnyi
- Jasminum nervosum
- Jasminum odoratissimum
- Jasminum officinale
- Jasminum parkeri
- Jasminum polyanthum
- Jasminum sambac
- Jasminum sinense
- Jasminum urophyllum

## Cultivare și utilizări
Iasomie se cultivă foarte mult pentru flori, în grădină sau ca plantă de apartament.
În grădină se poate planta primăvara foarte devreme sau toamna, are nevoie de spațiu pentru a se dezvolta armonios, poate fi plantată individual sau în grupuri. Nu este pretențioasă la tipul de sol, totuși se dezvoltă mult mai frumos în soluri bine drenate, îi merge bine și la umbră, dar în locurile luminoase și însorite înflorește abundent.

### Ceai de iasomie
În China din florile de iasomie se face ceai, dar componenta principală este ceaiul verde sau Oolong.
Ceaiul de iasomie consumat în exces poate produce reacții adverse, pentru că are în conținut cofeina, trebuie consumat cu precauție de cei care au hipertensiune arterială, probleme cu inima sau pe bază nervoasă.

### Sirop de iasomie
În Franța se face sirop de iasomie, în general dintr-un extract de iasomie.

### Uleiuri esențiale de iasomie
Uleiurile esențiale de iasomie sunt folosite foarte mult și se extrag fie prin extracție cu grăsimi (enfleurage), fie chimic. Florile trebuie adunate seara, când mirosul este mai puternic. Printre țările producătoare de esențe de iasomie sunt India, Egipt, China și Maroc.

## Importanță culturală

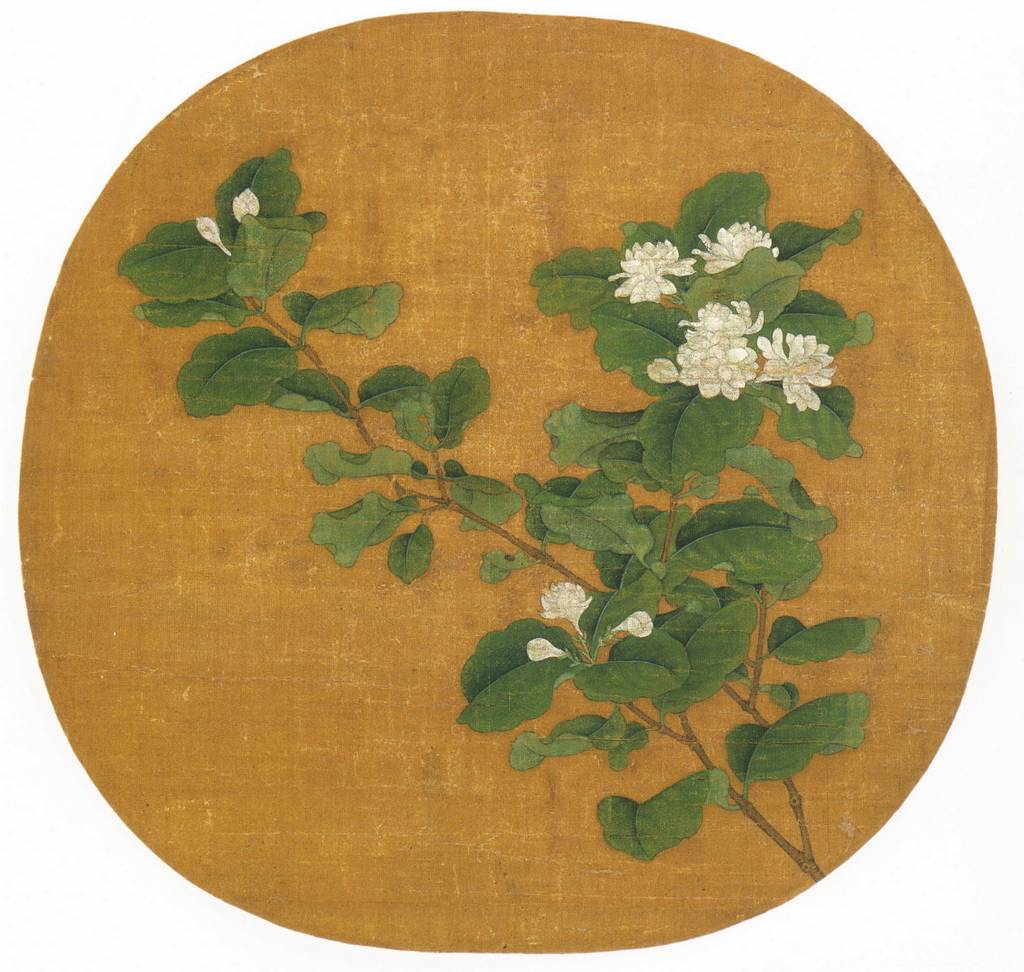
Ramura de iasomie albă, pictură cu cerneală și culoare pe mătase de către artistul chinez Zhao Chang, începutul secolului al XII-lea

Iasomia este simbolul național al următoarelor țări:
- Filipine
- Indonezia
- Pakistan

## Galerie

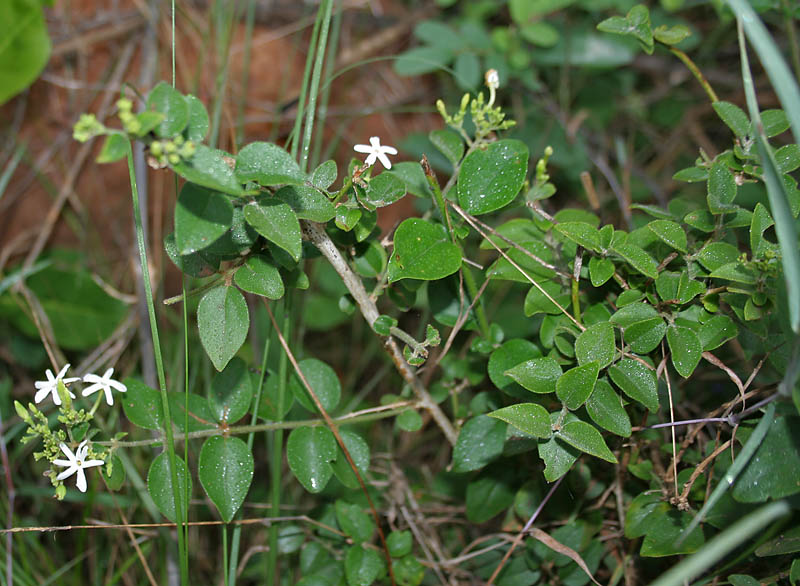
Jasminum auriculatum în pădurea Talakona, în Districtul Chittoor din Andhra Pradesh, India.
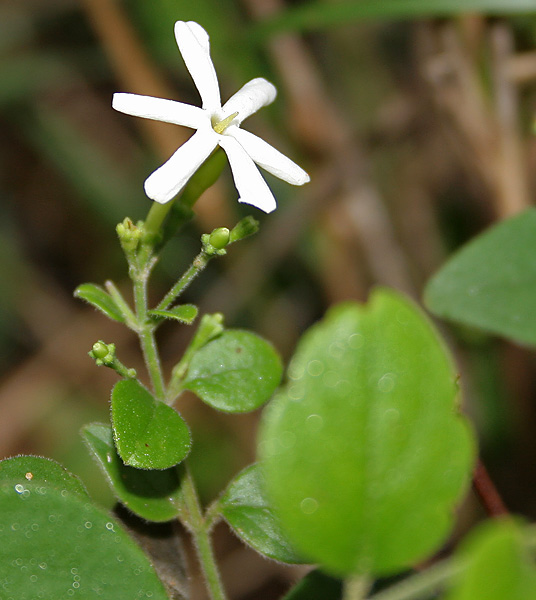
Jasminum auriculatum în pădurea Talakona, în Districtul Chittoor din Andhra Pradesh, India.
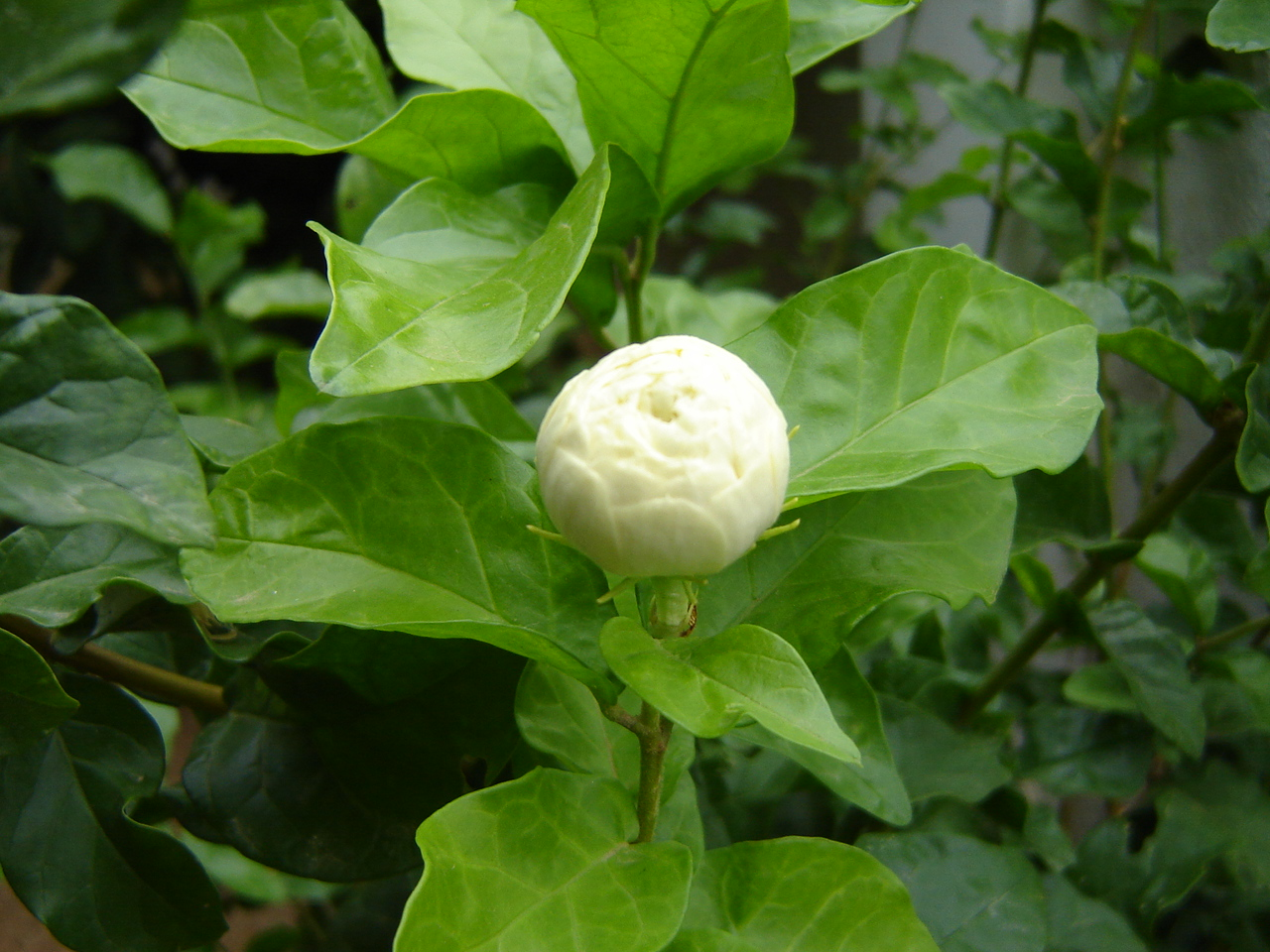
Muguri de iasomie în Chennai.
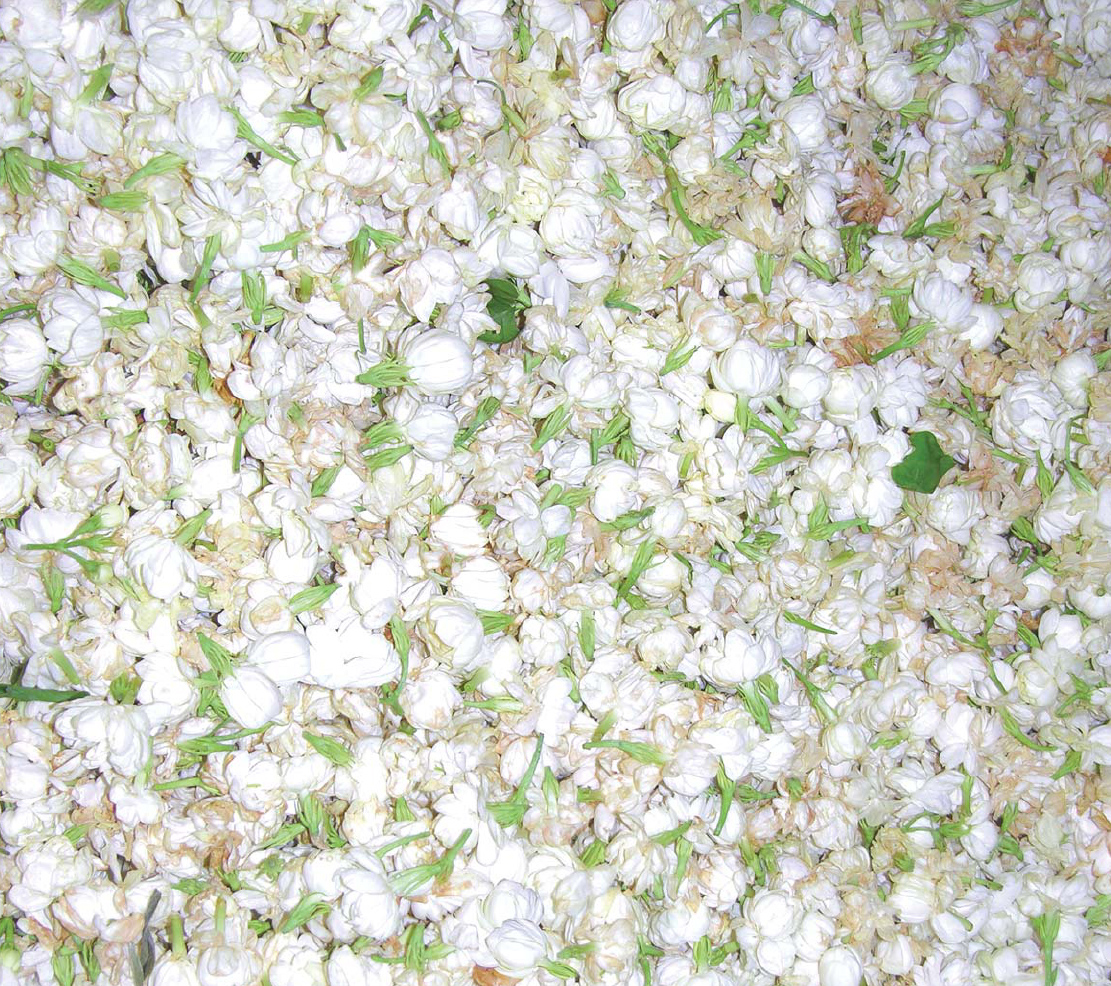
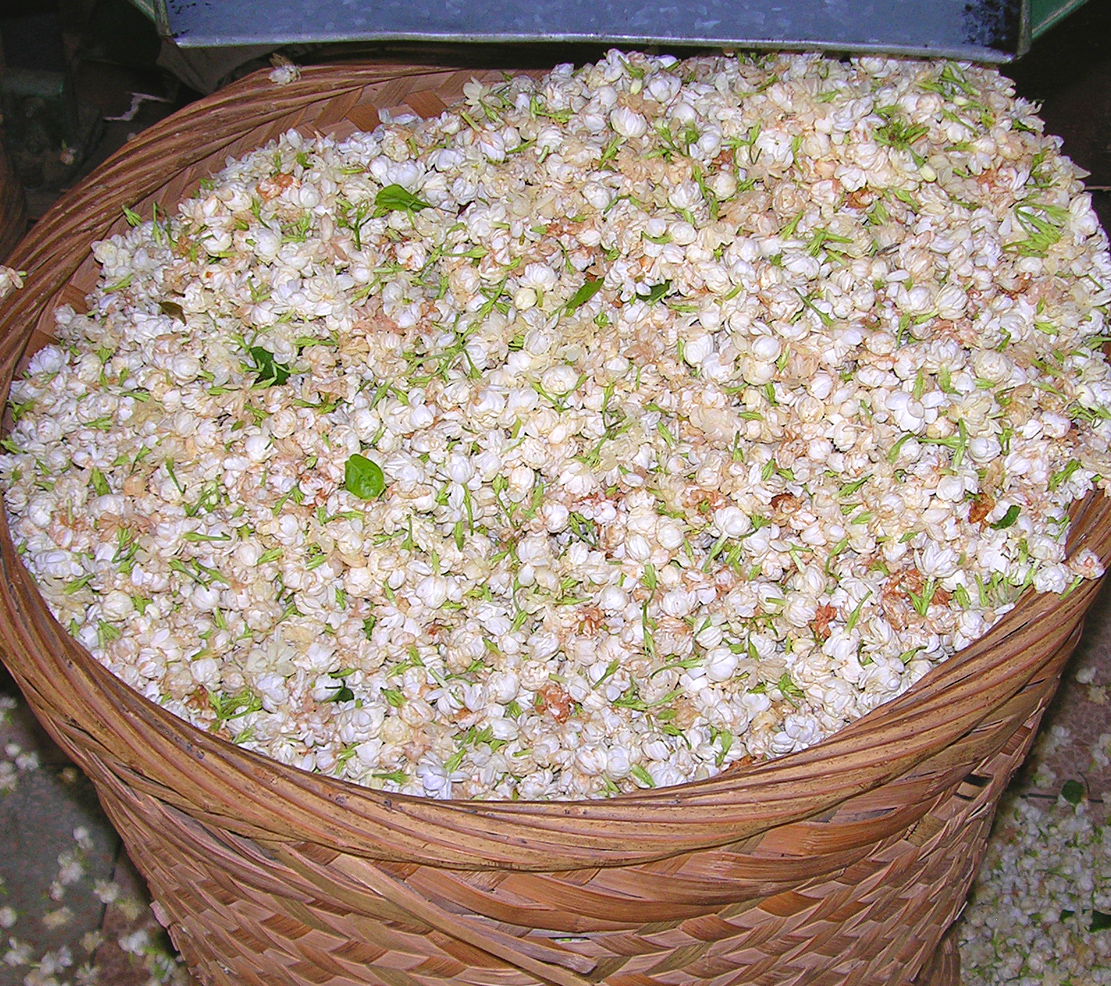